# Sternetwerk

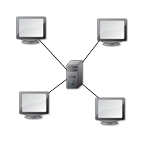
Schematische weergave van een sternetwerk met één centrale en vier aangesloten computers

Een sternetwerk is een computernetwerk waarbij elke computer afzonderlijk aan een centraal punt wordt gekoppeld en dus een verbinding heeft. Een sternetwerk heeft een stertopologie, een netwerktopologie die weergegeven kan worden in de vorm van een ster. Deze opzet werd veel gebruikt bij centrale UNIX computers met op de werkplekken eenvoudige karaktergeoriënteerde Computerterminals.
Binnen dit netwerk zijn alle deelnemers (behalve het centrale punt) gelijkwaardig. Communicatie tussen de verschillende computers lopen altijd via het vaste centrale punt. Dit kan een computer zijn, maar is ook vaak een hub of switch: een schakelpunt dat mogelijkheden biedt tot het configureren van een netwerk. Daardoor heeft elke aangesloten computer maar één fysieke netwerkverbinding nodig.
- Het voordeel van stertopologie is dat lokale problemen niet altijd het hele netwerk belasten.
- Een nadeel van stertopologie is dat er vaak veel kabel voor nodig is.

## Voorbeelden van gebruik
- Netwerken in ziekenhuizen, om ervoor te zorgen dat er geen grote ramp ontstaat als zich een probleem voordoet in één onderdeel van het netwerk (Wagner, I, Tellioglu, H, 2001).
- Wireless telecommunicatie. Bij een probleem binnen het netwerk ligt niet direct het hele systeem plat, maar ondervindt slechts een klein deel van het netwerk de consequenties van het probleem (Yoon, M, Baek, Y, Tcha, D. 2000). Bij wireless telecommunicatie was ster topologie altijd de meeste logische manier van verbinden. Door de toename in grootte van het netwerk worden de kosten wel erg hoog (Chen, C. 2003).